# Thrypticomyia
Thrypticomyia är ett släkte av tvåvingar. Thrypticomyia ingår i familjen småharkrankar.

## Dottertaxa tillThrypticomyia, i alfabetisk ordning[1]
- Thrypticomyia aclistia
- Thrypticomyia apicalis
- Thrypticomyia arachnophila
- Thrypticomyia arcus
- Thrypticomyia aureipennis
- Thrypticomyia basitarsatra
- Thrypticomyia bigeminata
- Thrypticomyia brevicuspis
- Thrypticomyia carissa
- Thrypticomyia carolinensis
- Thrypticomyia decussata
- Thrypticomyia dichaeta
- Thrypticomyia dichromogaster
- Thrypticomyia doddi
- Thrypticomyia estigmata
- Thrypticomyia fumidapicalis
- Thrypticomyia gizoensis
- Thrypticomyia marksae
- Thrypticomyia microstigma
- Thrypticomyia monocera
- Thrypticomyia multiseta
- Thrypticomyia nigeriensis
- Thrypticomyia niveitibia
- Thrypticomyia octosetosa
- Thrypticomyia ponapicola
- Thrypticomyia seychellensis
- Thrypticomyia sparsiseta
- Thrypticomyia spathulata
- Thrypticomyia spathulifera
- Thrypticomyia subsaltens
- Thrypticomyia tetrachaeta
- Thrypticomyia tinianensis
- Thrypticomyia trifusca
- Thrypticomyia unisetosa
- Thrypticomyia zimmermaniana